# Furio Mecio Gracco
Furio Mecio Gracco (latino: Furius Maecius Gracchus; fl. prima del 350) è stato un politico romano di età imperiale.

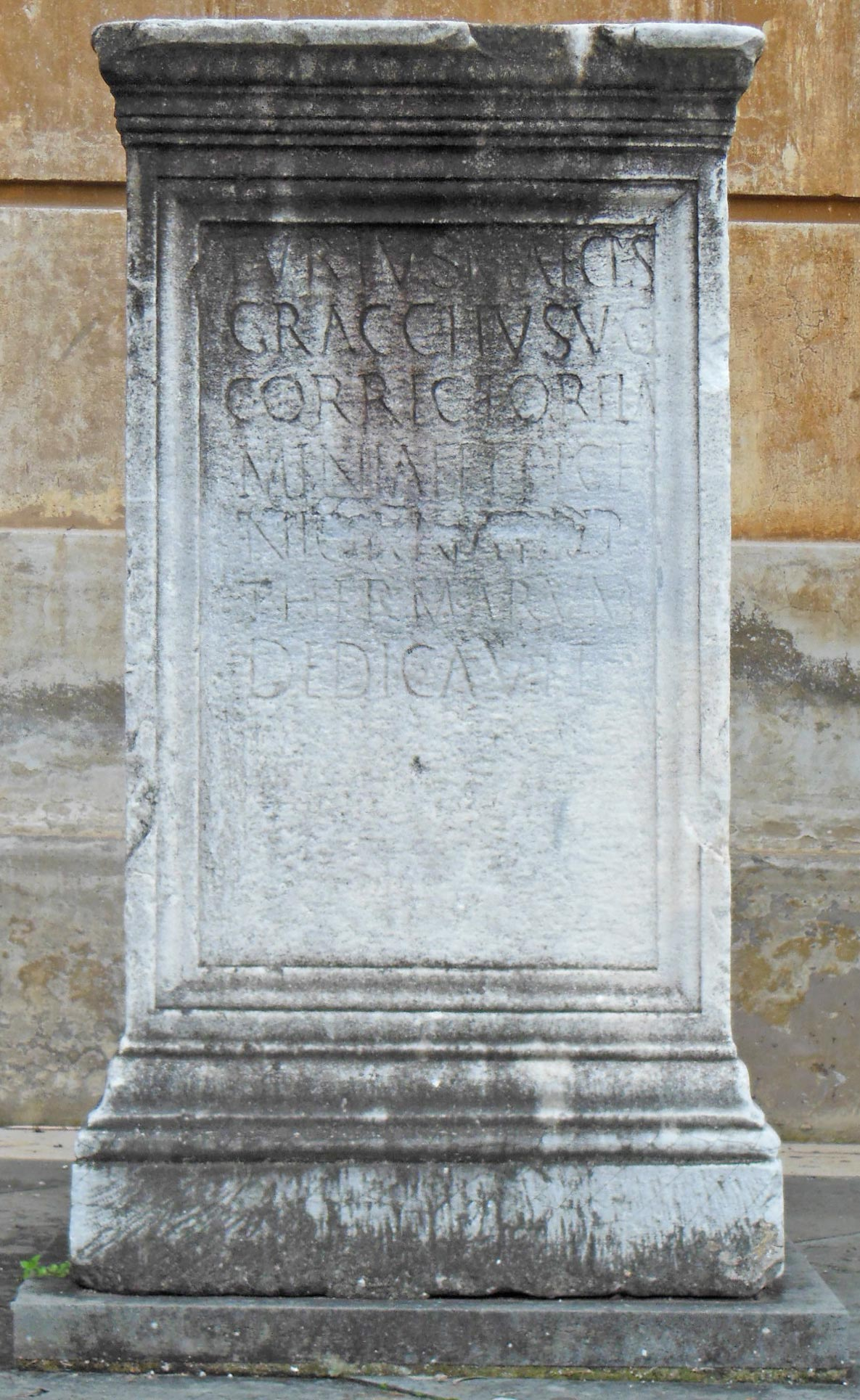
Base di statua eretta da Gracco nelle terme di Tivoli

Era figlio del vir clarissimus Cetego. Fu probabilmente imparentato con Marco Mecio Memmio Furio Baburio Ceciliano Placido (console nel 343) e Arrio Mecio Gracco (vir clarissimus e patrono di Salerno).
È attestato come corrector della provincia della Flaminia et Picenum, in un'iscrizione celebrante il restauro di alcune terme a Tivoli; la data è antecedente al 350/2, quando il governo della provincia fu affidato ad un consularis. Potrebbe essere il Gracco praefectus urbi di Roma nel 376/7.